# Bosna i Hercegovina na OI 2004.
Bosnu i Hercegovinu je na ljetnim olimpijskim igrama 2004. u Ateni predstavljalo 9 natjecatelja. 

## Atletika
Trkačke discipline
| Natjecatelj      | Disciplina      | Kv. 1. krug | Kv. 1. krug  |
| Natjecatelj      | Disciplina      | Vrijeme     | Pozicija     |
| ---------------- | --------------- | ----------- | ------------ |
| Jasmin Salihović | 800 m, muškarci | 1:49.6      | bez plasmana |
| Jasminka Guber   | 1500 m, žene    | 4:17.77     | 37.          |

## Kanu
| Natjecatelj     | Disciplina          | Kv. 1. krug                         | Kv. 1. krug |
| Natjecatelj     | Disciplina          | Vrijeme                             | Pozicija    |
| --------------- | ------------------- | ----------------------------------- | ----------- |
| Emir Šarganović | K1 slalom, muškarci | 216.30 s (1: 111.26 s, 2: 105.04 s) | 23.         |

## Džudo
| Natjecatelj | Disciplina | Kvalifikacije      | 1. krug                    |
| Natjecatelj | Disciplina | Protivnik Rezultat | Protivnik Rezultat         |
| ----------- | ---------- | ------------------ | -------------------------- |
| Amel Mekić  |            |                    | Kosei Inoue, (Japan) Poraz |

## Plivanje
| Željko Panić | 100m slobodno | 52.75 s | 54. | Nije napredovao | Nije napredovao | Nije napredovao | Nije napredovao |

## Streljaštvo
| Natjecatelj    | Disciplina                 | Rezultat | Pozicija |
| -------------- | -------------------------- | -------- | -------- |
| Nedžad Fazlija | Zračna puška 10m           | 587      | 35.      |
| Nedžad Fazlija | 50 m rifle Prone           | 585      | 44.      |
| Nedžad Fazlija | 50 m Rifle Three Positions | 1144     | 33.      |

Stoni tenis, muškarci
- Srđan Miličević
  1. pobjeda u prvoj rundi protiv Russell Lavale, Austrija (4 - 2)
  2. poraz u drugoj rundi protiv Zorana Primorca, Hrvatska (1 - 4)

Tenis, žene 
- Mervana Jugić-Salkić
  1. poraz u prvoj rundi (od 64) protiv Maria Elena Camerin,  Italija (4-6, 3-6)

Taekwondo 80 kg, muškarci
- Zoran Prerad - poraz u prvoj rundi od Jon Garcia, Španjolska (2 - 13)